# Chiesa dei Santi Rocco e Sebastiano (Rizzolo)
La chiesa dei Santi Rocco e Sebastiano è una piccola chiesa che si trova a Rizzolo, nel comune di Reana del Rojale, in provincia ed arcidiocesi di Udine.

## Storia e descrizione
Verso la fine del XIII secolo il conte di Gorizia saccheggiò e distrusse il paese di Rizzolo, inclusa la chiesa, che era stata costruita dal nobile Bertoldo da Rizzolo. Riedificata sullo stesso sito, fu consacrata nel 1307. Nel 1457 fu realizzato il coro e successivamente il campanile al principio del XVI secolo.

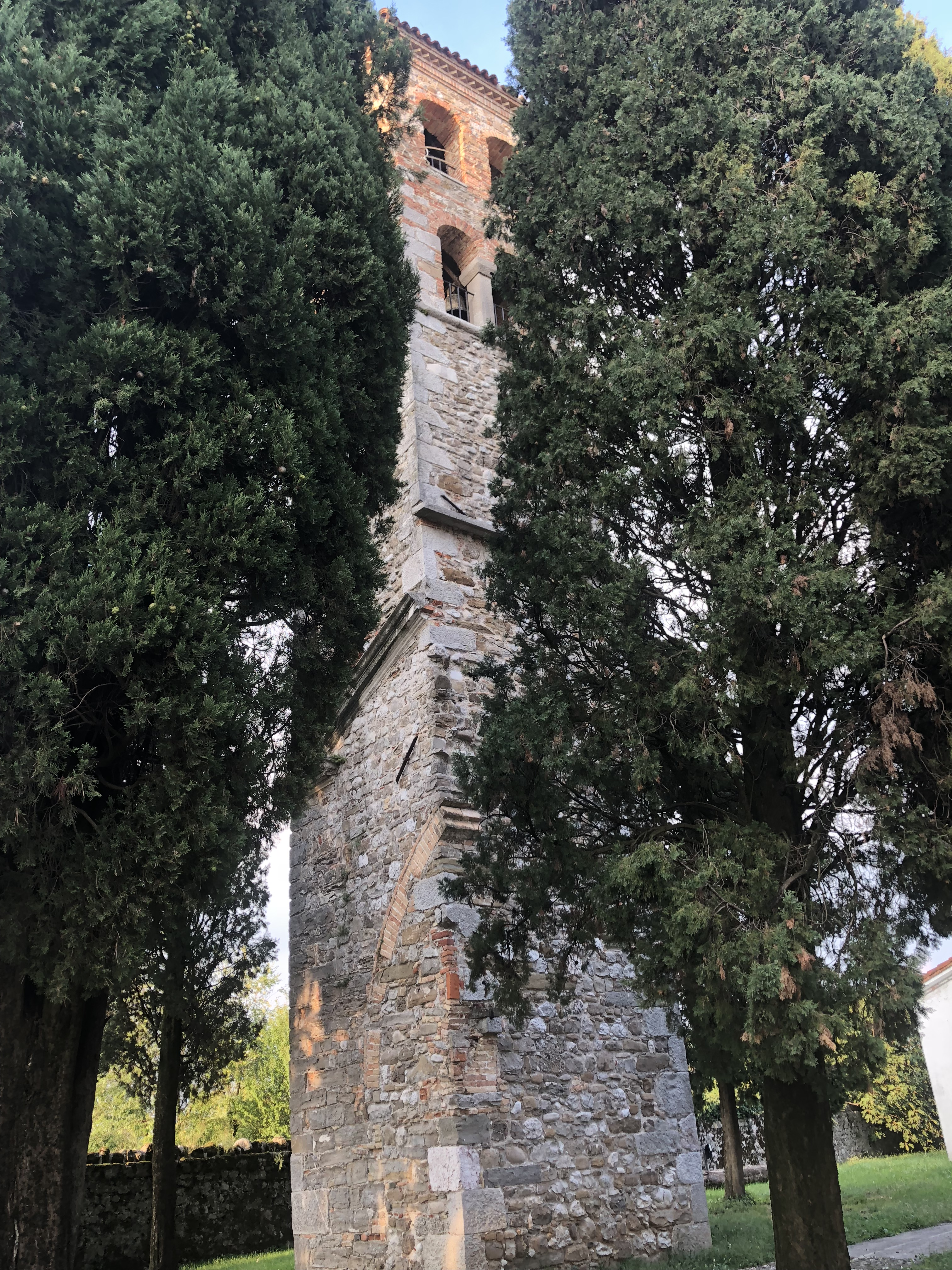
Il campanile

Alla fine dell'Ottocento, quando la comunità decise di costruire una chiesa più spaziosa, l'antica parrocchiale divenne cappella del cimitero e nel 1924 divenne tempietto dedicato ai caduti in guerra.
L'edificio ha pianta rettangolare con abside quadrata; la facciata presenta un portico con tre archi.